# Stan Bowman
Stanley Glenn Bowman (Montréal, 28 giugno 1973) è un dirigente sportivo canadese, vice presidente e direttore generale dei Chicago Blackhawks.

## Biografia
Nato a Montreal, Québec, è figlio dell'ex-allenatore di hockey e membro della Hockey Hall of Fame, Scotty Bowman. Ha frequentato la Canisius High School di Buffalo, New York dopo essersi trasferito con la famiglia in seguito alla nuova parentesi con i Buffalo Sabres del padre.
Si è laureato alla Università di Notre Dame ,in finanza e computer applications, nel 1995.

## Carriera
Bowman ha iniziato a lavorare per i Chicago Blackhawks nel 2000 come assistente speciale del direttore generale, prima di essere promosso a direttore del dipartimento hockey operations (2005). Nel suo periodo alla guida del dipartimento ha gettato le basi per il futuro, siglando contratti a lungo termine con l'allenatore Joel Quenneville e alcuni giocatori talentuosi.
Il 14 giugno 2009 ha rimpiazzato Dale Tallon nel ruolo di direttore generale, il nono della storia dei Blackhawks.
Bowman nel 2010 è diventato il più giovane direttore generale nella storia della National Hockey League, ad aver guidato una squadra alla conquista della Stanley Cup, dopo 49 anni dall'ultimo successo.
In seguito alla conquista, nel 2015, della terza Stanley Cup in sei anni con i Chicago Blackhawks, è diventato il primo direttore generale a conquistare tre coppe nell'era del salary cap.
Suo padre ricopre il ruolo di senior adviser nel dipartimento hockey operation, formando così la decima coppia di dirigenti padre-figlio nella NHL, la quarta ad aver conquistato la Stanley cup. 
Il 26 gennaio 2016 è stato promosso alla posizione di vice presidente senior, mantenendo il ruolo di general manager.

## Vita privata
- È sposato con Suzanne da cui ha avuto tre figli: Will, Camden e Graycen.
- È stato chiamato Stanley in onore della prima Stanley Cup vinta con i Montreal Canadiens un mese prima della sua nascita.
- Nel 2007 gli è stato diagnosticato un Linfoma di Hodgkin. Il cancro ha avuto una regressione in seguito della chemioterapia, ma è riapparso nei primi mesi del 2008. Ciò l'ha portato ad una seconda fase di chemioterapia, radioterapia e anche ad un trapianto con cellule staminali. Dal 2013 la malattia è in fase regressiva.
- Nel 2010 è stato inserito nella lista dei "40 under 40" del Chicago Business, questa lista raccoglie i 40 dirigenti d'azienda sotto i 40 anni da tenere d'occhio a Chicago.
- Il 16 settembre 2015 è stato inserito nella Chicagoland Sports Hall of Fame.

## Ruoli istituzionali
- Manager del Team Nord America alla World Cup of Hockey (2016)

## Carriera in sintesi
- 2000-2005: assistente speciale del direttore generale Chicago Blackhawks
- 2005-2007: direttore del dipartimento hockey operations Chicago Blackhawks
- 2007-2009: direttore generale del dipartimento hockey operations Chicago Blackhawks
- 2009-oggi: direttore generale Chicago Blackhawks
- 2016-oggi: vice presidente senior Chicago Blackhawks